# H-Aero

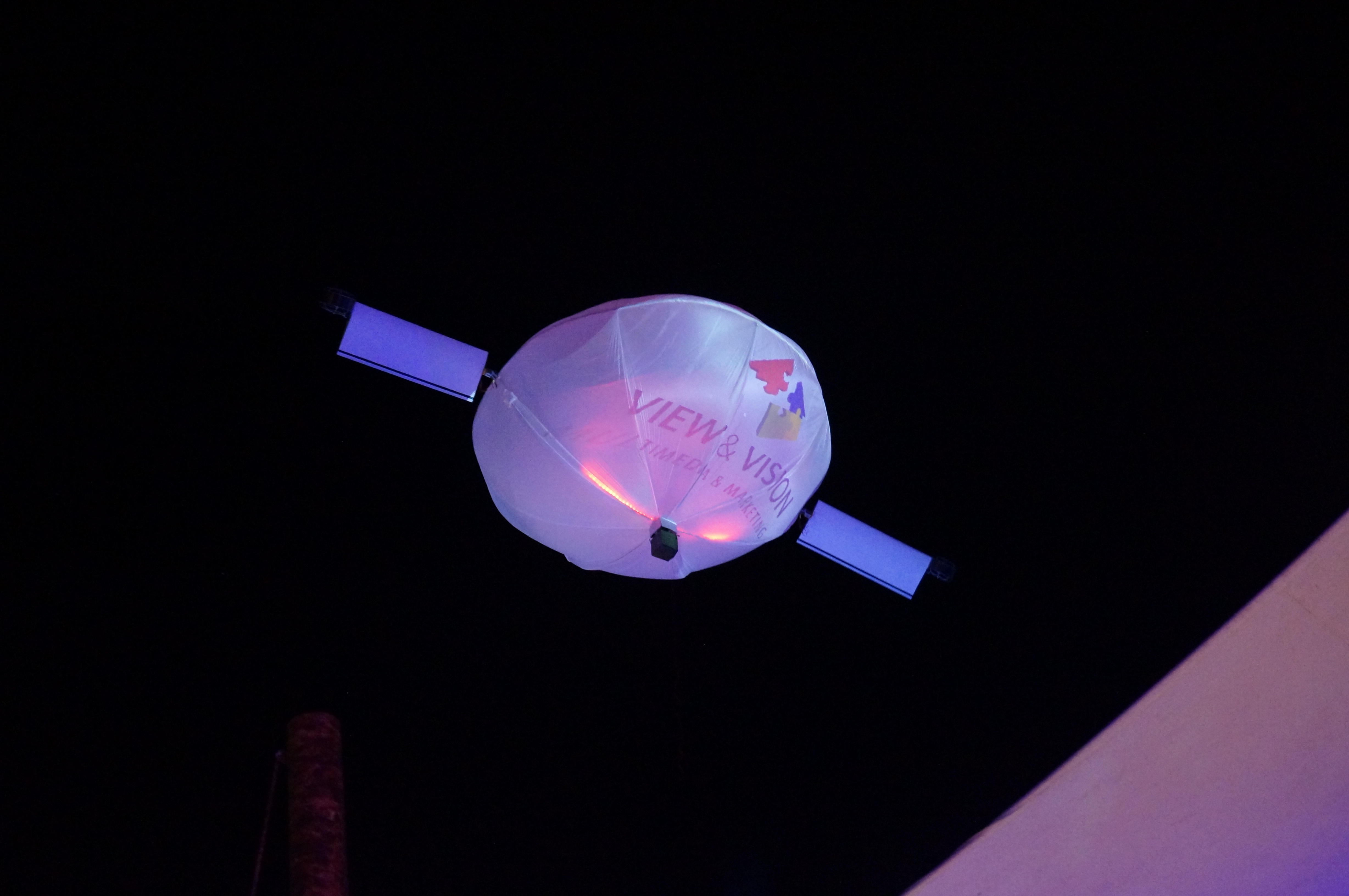
Prototyp H-Aero One beim Flug auf der Kurru Kurru Fashion Show auf Ibiza (August 2016)

H-Aero (Eigenschreibweise: H-AERO) ist ein Elektroflugzeug des Baden-Badener Startups Hybrid-Airplane GmbH, das als Hybridluftschiff ausgelegt ist. Es zeichnet sich gegenüber üblichen Luftfahrzeugen dieser Bauart durch die zusätzliche Senkrechtstartfähigkeit aus.

## Geschichte
Erstmals vorgestellt wurde der Prototyp, H-Aero One, der durch Solarzellen seine Antriebsenergie komplett aus erneuerbaren Energiequellen beziehen kann, auf der ILA (Internationale Luft- und Raumfahrtausstellung) in Berlin vom 1. bis 4. Juni 2016. Entwickelt wurde das patentgeschützte Flugobjekt von Csaba Singer in Kooperation mit der Universität Stuttgart. Dr.-Ing. Csaba Singer studierte Luft- und Raumfahrttechnik an der Universität Stuttgart. Nach dem Studium promovierte er am Deutschen Zentrum für Luft- und Raumfahrt im Zusammenhang mit erneuerbaren Energietechnologien.
Gefördert wird Hybrid-Airplane von EXIST (Förderprogramm), eine Initiative des Bundesministerium für Wirtschaft und Energie.
Im Juni 2012 beurteilte das Gremium des NASA-Kongress „Concepts and Approaches for Mars Exploration“ das Konzept neben anderen, wie auch neben dem später ausgewählten Kleinhelikopter Ingenuity, der am 30. Juli 2020 startete und am 18. Februar 2021 auf der nördlichen Marshalbkugel im Jezero-Krater, auf dem Mars landete, als alternative Möglichkeit, die Marserkundung aus der Vogelperspektive auszuführen und lud Singer zur Vorstellung des Konzeptes nach Houston ein. Ingenuity, damals noch unter dem Namen Mars 2020 Mars-Rover- und erste Helikopter-Mission der NASA auf dem Mars, wurde daraufhin am 4. Dezember 2012 während des Herbsttreffens der American Geophysical Union in San Francisco als Auswahl für die Marsmission angekündigt.
Auf der U.T.SEC – Unmanned Technologies & Security, der Messe Nürnberg, vom 2. bis 3. März 2017, wurde das serienreife Produkt des H-Aero One vorgestellt. Zum ersten Mal öffentlich flog H-Aero One auf der CeBIT 2017 in Hannover.
Als viertes nachhaltiges Flugkonzept überzeugt H-Aero die Jury des Ministeriums für Wirtschaft, Arbeit und Wohnungsbau Baden-Württemberg und vergibt Hybrid-Airplane Technologies den Innovationspreis in Stuttgart, 2019. Im Oktober 2020 wählte eine Expertenjury aus den Bereichen Wirtschaft, Wissenschaft, Gesellschaft und Politik mit dem Wettbewerbsmotto „intelligent unterwegs: Gemeinsam. Vernetzt. Mobil“ den h-aero als einen der Finalisten und vergab ihm den Deutschen Mobilitätspreis.

## Konstruktion
Das Luftfahrzeug kombiniert den statischen mit dem dynamischen Auftrieb. Es ist wahlweise in seiner Gesamtheit spiegelsymmetrisch oder rotationssymmetrisch konfiguriert und nutzt somit die Funktionsweise von Ballonen, Flugzeugen und Hubschraubern. Es verfügt über eine Gaszelle und zwei um 180° drehbare Tragflächen mit symmetrischem Flügelprofil mit jeweils einem Elektromotor am Ende der Tragfläche. Wie bei Ballonen üblich, sind der statische Auftriebsvektor (Traggas) und der Vektor des Nutzlastgewichts inklusive Batterien einander gegenüber angeordnet. Die Hülle ist nicht zigarrenförmig, sondern ähnlich einer Frisbee-Scheibe rotationssymmetrisch. Die Vektoren der getragenen Komponenten sind nicht wie bei Luftschiffen auf Ankerbügel (Bug), Leitwerke (Heck) und die Kabine in der Mitte über die Gesamtlänge verteilt. Im Gegensatz zu den rein auf dynamischen Auftrieb basierten Luftfahrzeugen kann der Universalflieger wesentlich energieeffizienter starten und in der Luft verweilen.
Das zunächst unbemannte Flugsystem, dessen Hülle einen Durchmesser von drei Metern hat, kann vertikal starten und landen (VTOL) und sich wie ein Flugzeug bewegen. Die Fluggeschwindigkeit beträgt rund 20 km/h, die maximale Flughöhe rund 4000 Meter. Bei einem Trockengewicht von 4400 Gramm kann H-Aero One Nutzlasten bis drei Kilogramm bewegen. Durch das Helium verfügt H-Aero über einen eigenen natürlichen (statischen) Auftrieb und kann dadurch eine Flugdauer von bis zu neun Stunden erreichen. H-Aero kann über Funkmodem, über Mobilfunk oder in geschlossenen Räumen über W-LAN gesteuert werden.

## Hybridflugzeugmodelle

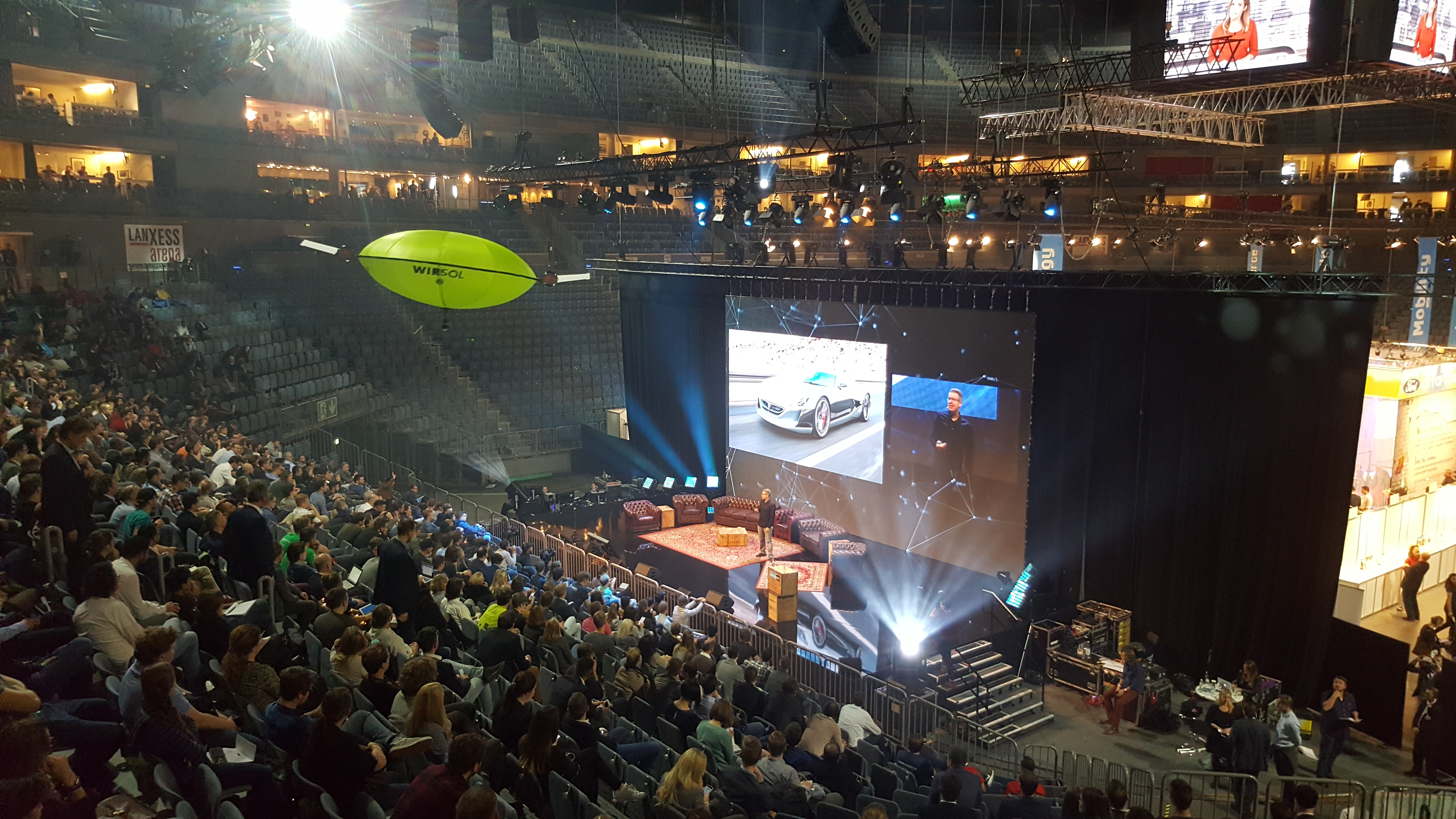
H-Aero Zero, Startupcon Köln 2017

### H-Aero Zero

H-Aero One, Stuttgart 2017

Der H-Aero Zero ist mit einer Spannweite von 3 Metern das kleinste Modell und geeignet für Indoor- und Outdoor-Anwendungen bei einer Windstärke von bis zu 10 km/h inklusive Böen. Mit einer Nutzlast von 500 Gramm, einer Höchstgeschwindigkeit von 10 km/h kann der Zero 160 Minuten in der Luft verweilen.

### H-Aero One
Der H-Aero One hat einen Durchmesser von 5 Metern und kann 3 Kilogramm bis zu 400 Minuten lang tragen. Mit einer Höchstgeschwindigkeit von 15 km/h eignet er sich für Indoor- und für Outdoor-Anwendungen bei einem Gegenwind von bis zu 10 km/h inklusive Windböen.

### H-Aero Zero Plus
Die Firma entwickelte 2018 den H-Aero zero+ mit einer Nutzlastkapazität von 1,2 kg. Mit dem System wurden sowohl Indoor- als auch Outdoor-Anwendungen getestet. so 2019 im Flughafen Frankfurt zur Unterstützung des Bodenpersonals und über dem Industriegebiet der Gemeinde Sonnenbühl zur Kontrolle thermischer Emissionen der Industrieanlagen. 2020 unterstützte das System während der COVID-19-Pandemie digitale Messen als schwebende Kamera zur Aufzeichnung und digitalen Verbreitung der Veranstaltung.

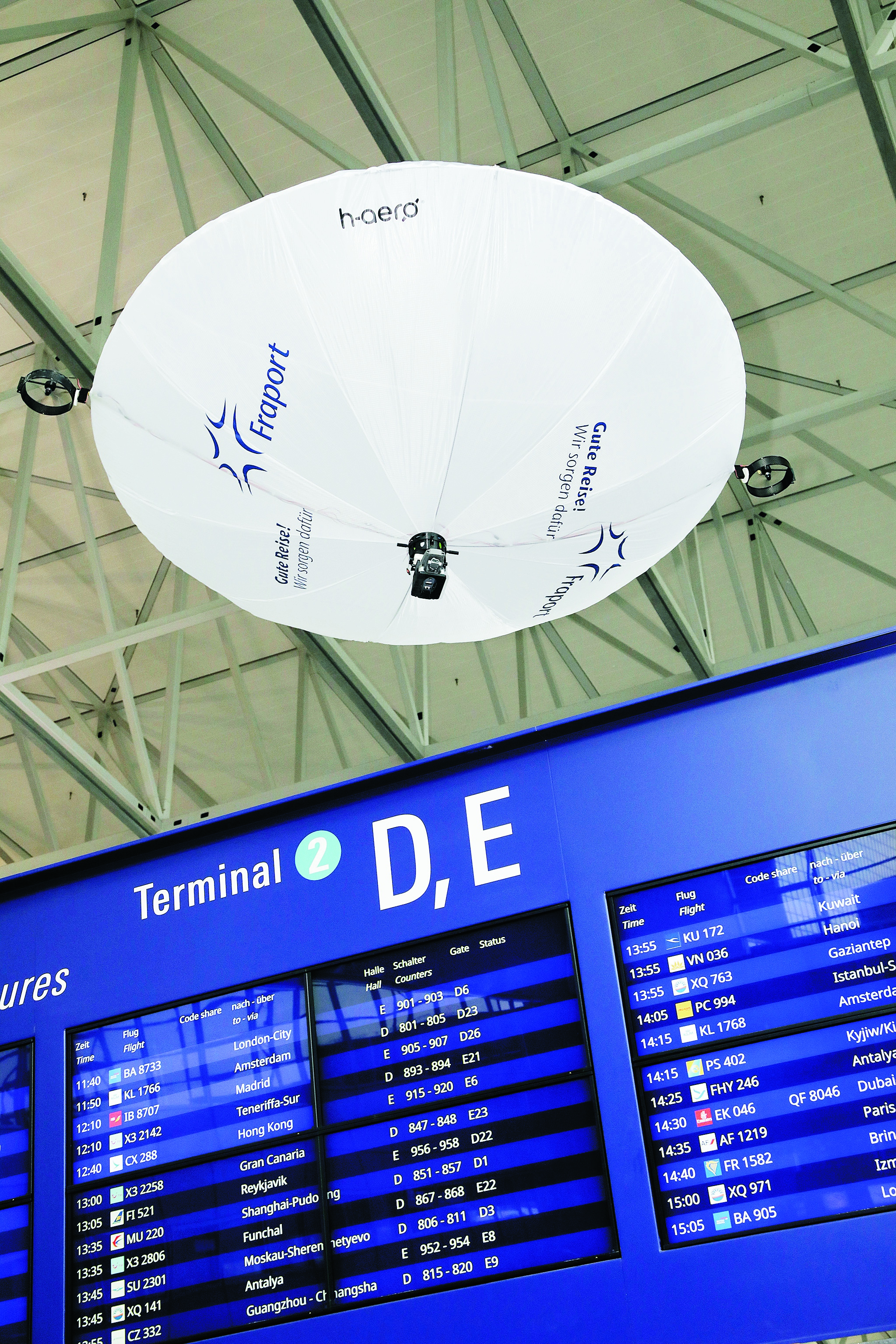
H-Aero Zero Plus im Flughafen Frankfurt

## Nutzung
H-Aero kann als Überwachungsplattform, für Kamerafahrten oder auch als wiederverwendbarer Wetterballon verwendet werden. In den größeren, derzeit in der Entwicklung befindlichen Versionen soll es später bei der kurzfristigen Bereitstellung von Kommunikationsnetzen helfen.
Der H-Aero kann so wie bei industriellen Inspektionen, wie z. B. Flugzeuginspektionen oder Schacht- und Tunnelinspektionen, als auch bei Land- und Forstwirtschaftsinspektionen eingesetzt werden.

## Auszeichnungen
- Innovationspreis der Deutschen Luft- und Raumfahrt 2017, Finalist in der Kategorie Emissionsreduktion[25]
- European Satellite Navigation Competition (ESNC), Baden-Württemberg Challenge, LiveEO – Integration of autonomous UAV „h-aero“ constellations into satellite services for real-time Earth Observation 2017, Platz 2
- Copernicus Masters, LiveEO – UAV Integration into Satellite-EO 2017, Platz 1[26]
- Verleihung des Labels „Member of Solar Impulse Efficient Solution“ der Solar Impulse Foundation, Juni 2018[27]
- Preisträger des Innovationspreises des Landes Baden-Württemberg 2019[28]
- Preisträger des Deutschen Mobilitätspreises 2020[29]

## Wissenschaftliche Publikationen
- „Welt der Wunder: Innovationspreis für Hybrid Flugzeugkonzept“, Universität Stuttgart[30]
- „Fliegen mit Solar-Luftschiffen“, Solarenergie-Förderverein Deutschland e.V.[31]
- A Novel Non-Polluting VTOL Hybrid Airplane (2008), Deutsches Zentrum für Luft- und Raumfahrt (DLR)[32]
- Concepts and Approaches for Mars Exploration (2012): Ultralight Solar Powered Hybrid Research Drone, Lunar and Planetary Institute[33]